# Mindenki Temploma
A Mindenki Temploma, korábbi nevén Kőbányai zsinagóga, Cserkesz utcai zsinagóga Budapest X. kerületében, Kőbányán található templom, mely az ökumenikus szellemiségű, neoprotestáns Mindenki Temploma Gyülekezetnek ad helyet. 1964-ig zsinagógaként működött.

## Története
A szecessziós stílusú épületet a kőbányai zsidó közösség megbízásából Schöntheil Richárd tervezte 1907-ben és 1909–1912 között építették fel Sorg Antal építőmester irányításával. Akkoriban az egyemeletes házak közül szinte kiemelkedett az épület.
A neológ zsinagóga mellett a rabbi-épület helyezkedik el. A hitközség zsidó magániskolát, szociális célú jótékonysági egyesületet, idősek házát, valamint egy száz fő ellátására alkalmas népkonyhát is üzemeltetett. 1920-ban a tető leégett, ám még abban az évben teljesen újjá tudták építeni. A zsinagóga 1964-ig a helyi zsidó hitközség tulajdonában volt, ekkor eladták. Ezt követően a Magyar Mezőgazdasági Múzeum Munkaeszköztörténeti Osztályának raktáraként funkcionált, később színház volt, majd a Nikex Külkereskedelmi Vállalat és a Magyar Televízió raktáraként használták. 1974-ben az épületet védetté nyilvánították, de az 1980-as évekre az állapota erősen leromlott.
A zsinagógát és a hozzá kapcsolódó épületeket 1989-ben megvásárolta az Evangéliumi Pünkösdi Közösség Sion Gyülekezete (melyet később átneveztek Mindenki Temploma Gyülekezet névre) és az Emberbarát Alapítvány. Adományokból és önkéntes munkával felújították, majd 1991 áprilisában felavatták. Azóta a zsinagóga a Mindenki Temploma Gyülekezet hitéleti és egyéb kulturális rendezvényeinek ad helyet, míg a volt zsinagógához kapcsolódó épületben az Emberbarát Alapítvány Alkohol- és Drogrehabilitációs Intézete működik.

## Leírása
A centrális elrendezésű zsinagóga belső tere nyolcszögletű, átmérője 22,15 m, melyet befedő sima kupola négy ponton támaszkodik a falakra. Hat öntöttvas oszlop tartja a körbefutó, zárt karzatot, melyet dongaboltozat fed.
Az épülethez imaterem, előcsarnokok, raktárak, valamint a rabbi és a kántor külön terme csatlakozik. Az épületet és a kerítést kemény mészkőből faragott kváderkövek burkolják. Több helyen találkozhatunk Zsolnay pirogránit elemekkel. A keleti homlokzat sarkaiban kisméretű tornyok állnak. A lapos ívű kupola közepén erkéllyel körülvett laterna emelkedik 32 m magasra. Színes, geometrikus mintázatú, festett üvegablakai vannak. Rózsaablakában egy, az eredeti funkcióra utaló Dávid-csillagot láthatunk. A főhomlokzathoz oromzatán egykor – a zsinagóga épületekre jellemző módon – két kőtábla kapott helyet, ezeket azonban napjainkra eltávolították. Északi oldalán csatlakozik hozzá egy kétszintes, belső udvaros épület, ami hitközségi székházként, illetve lakóházként működött, ma pedig alkohol-és kábítószer-betegek gondozója.

## Képtár

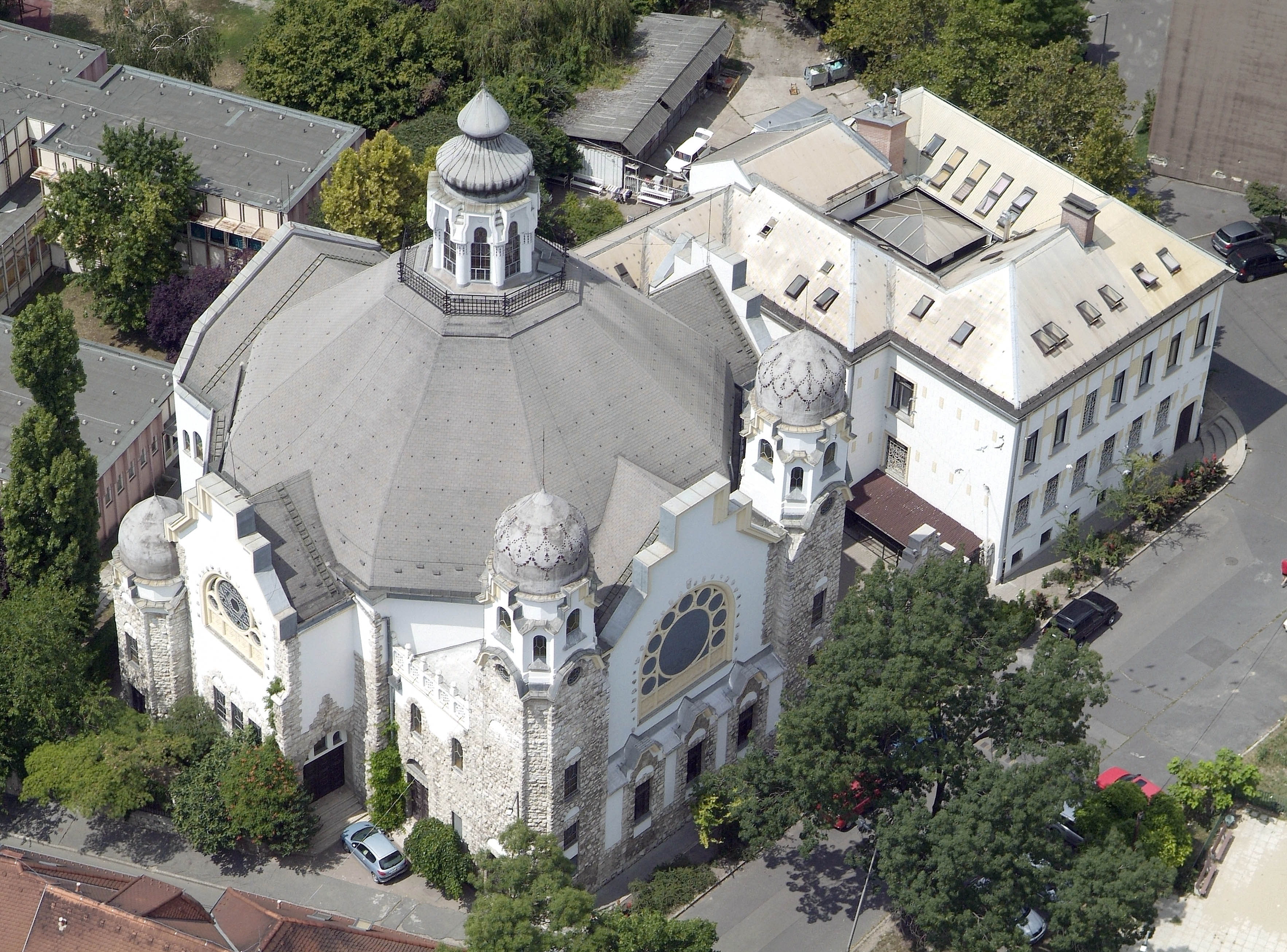
Légifotó
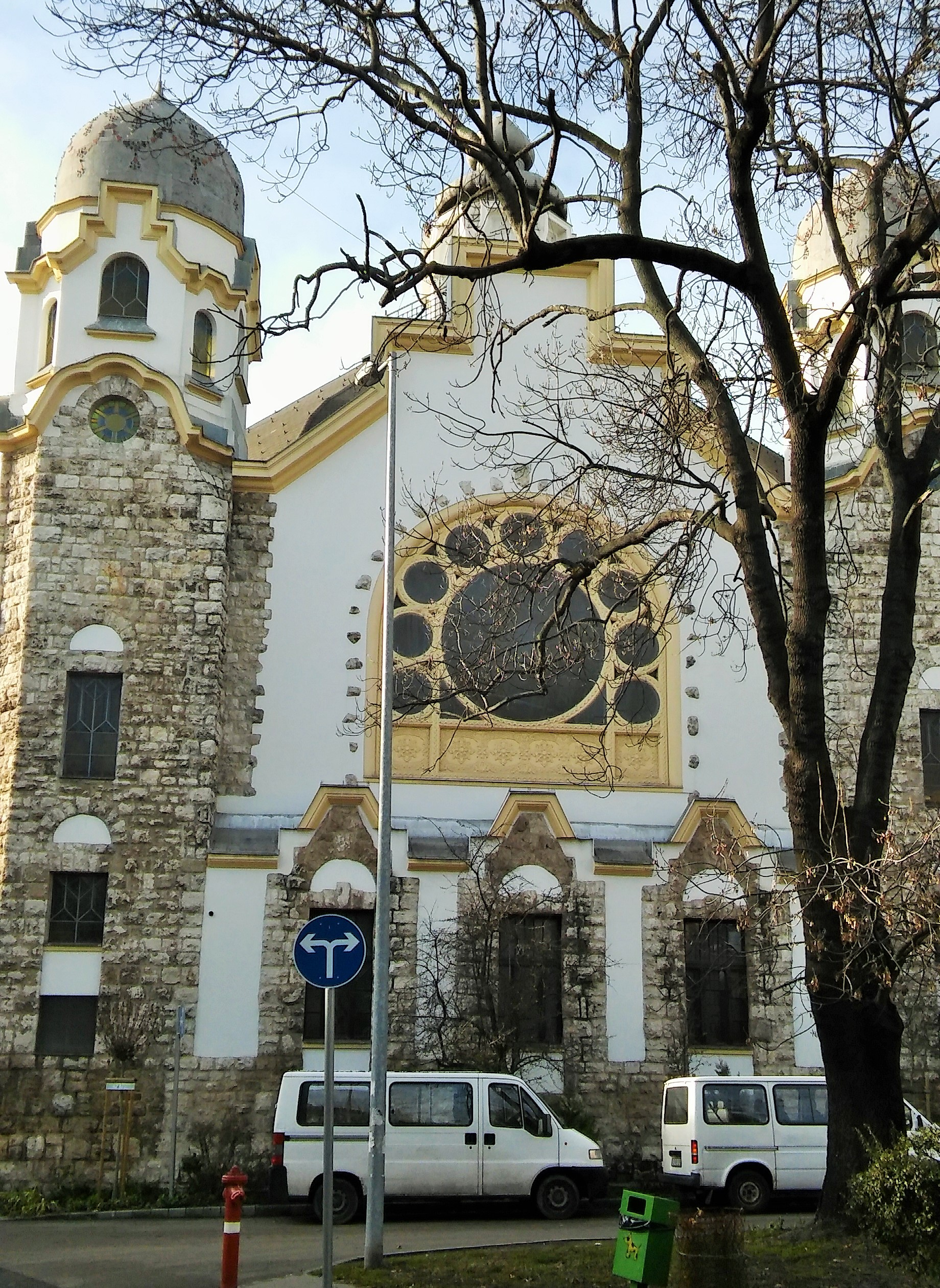
A Cserkesz utcai főhomlokzat szemből
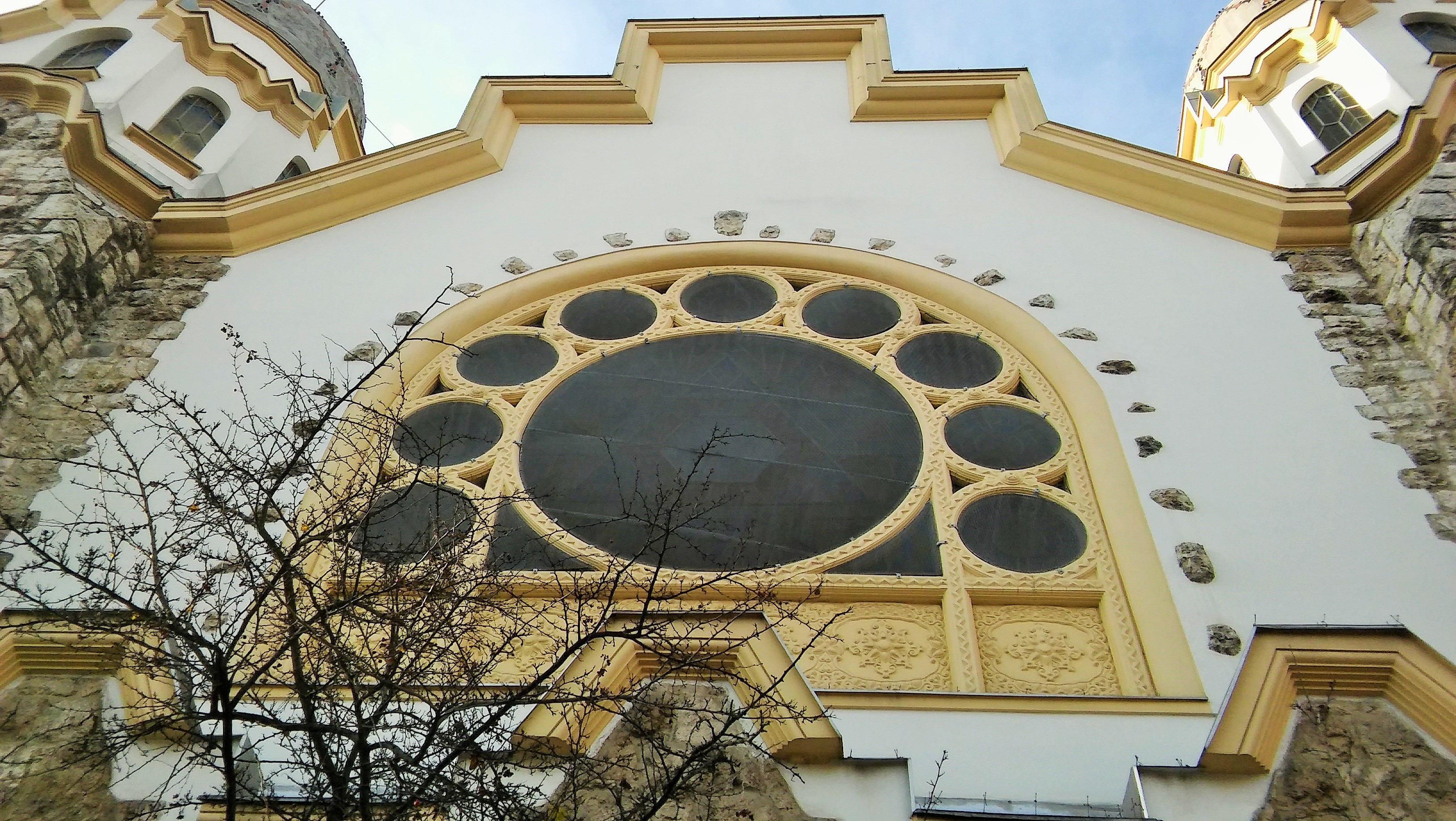
A főhomlokzat üvegablaka
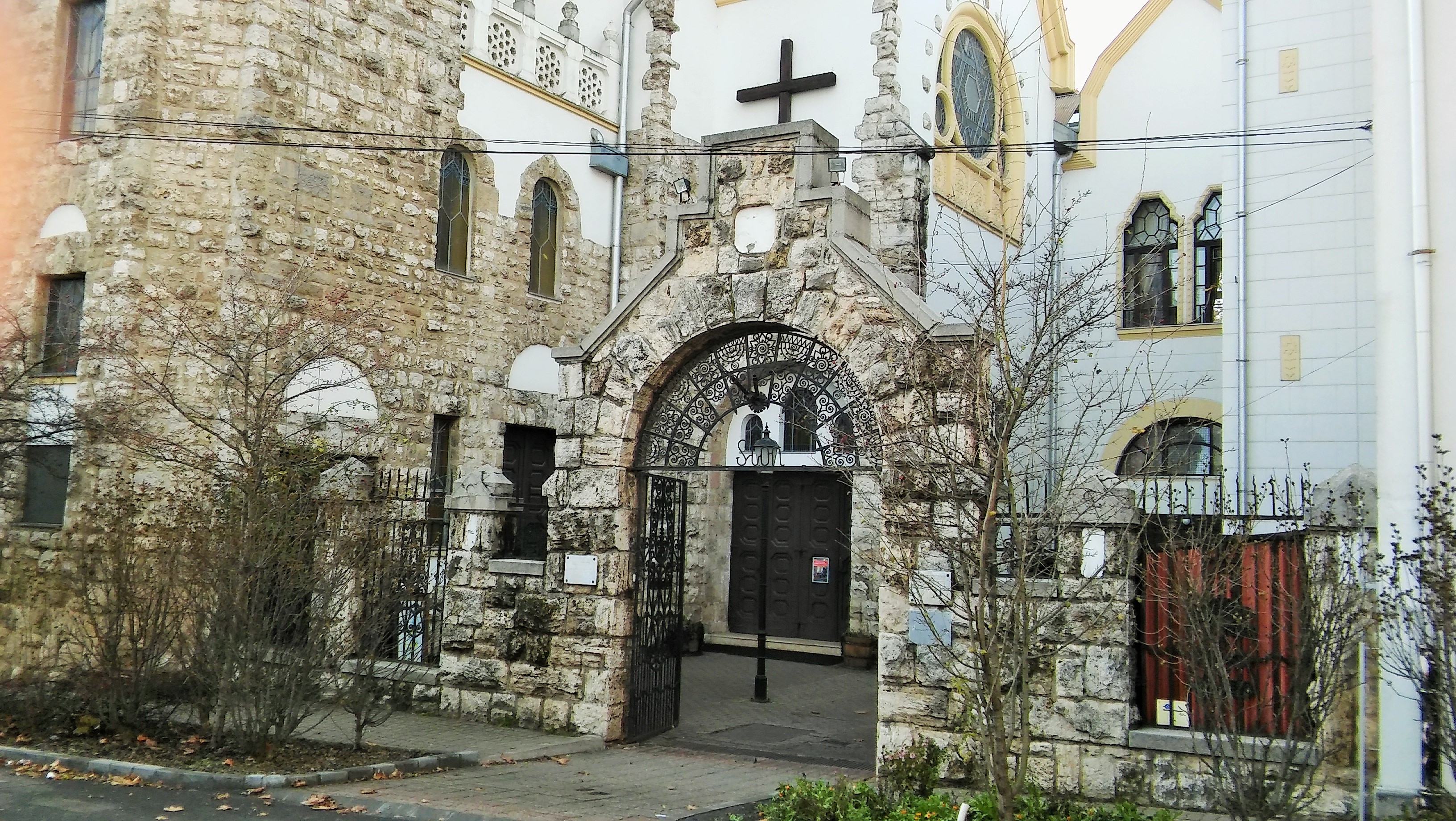
A Cserkesz utcai főkapu
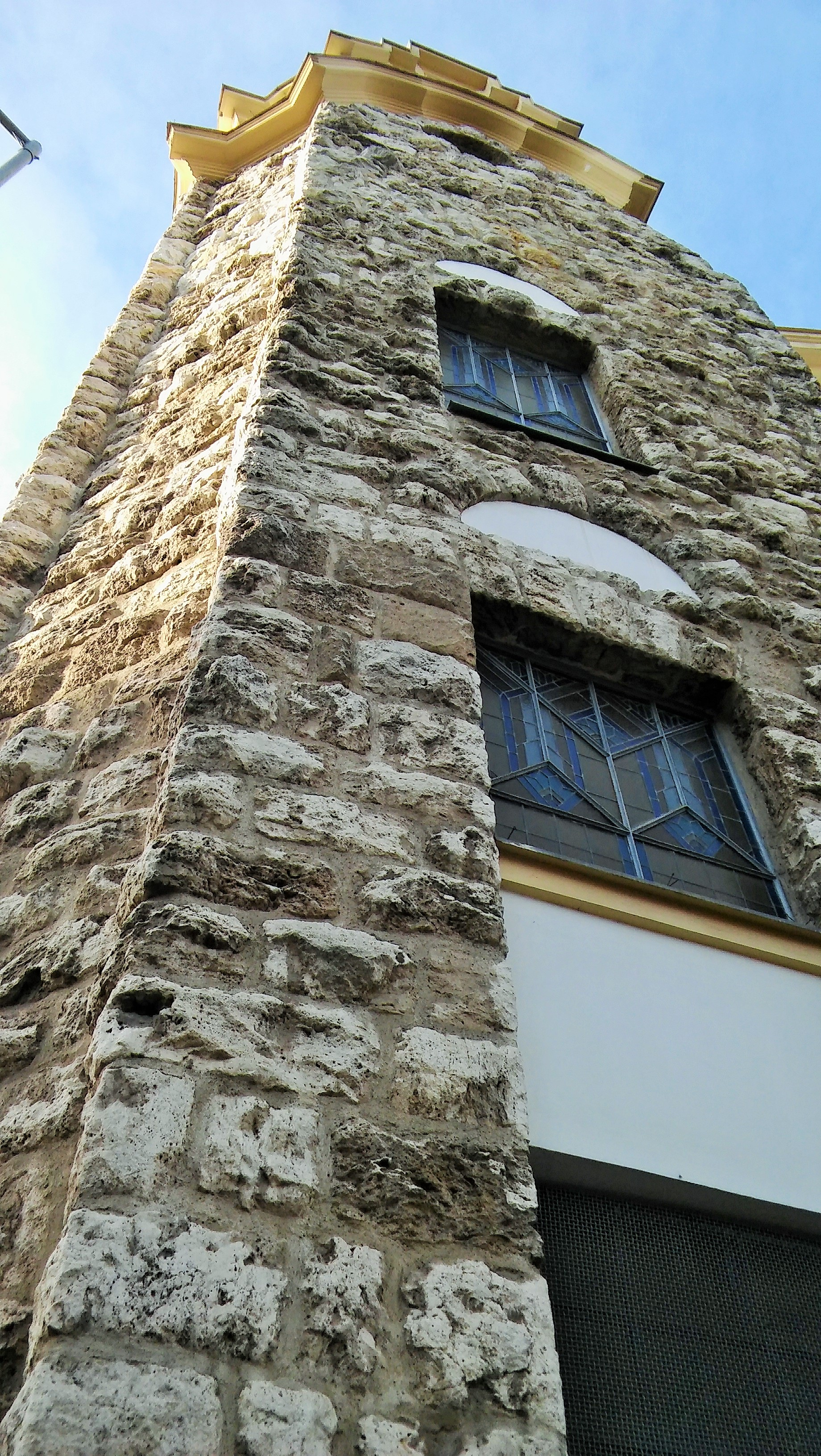
Sarokrészlet
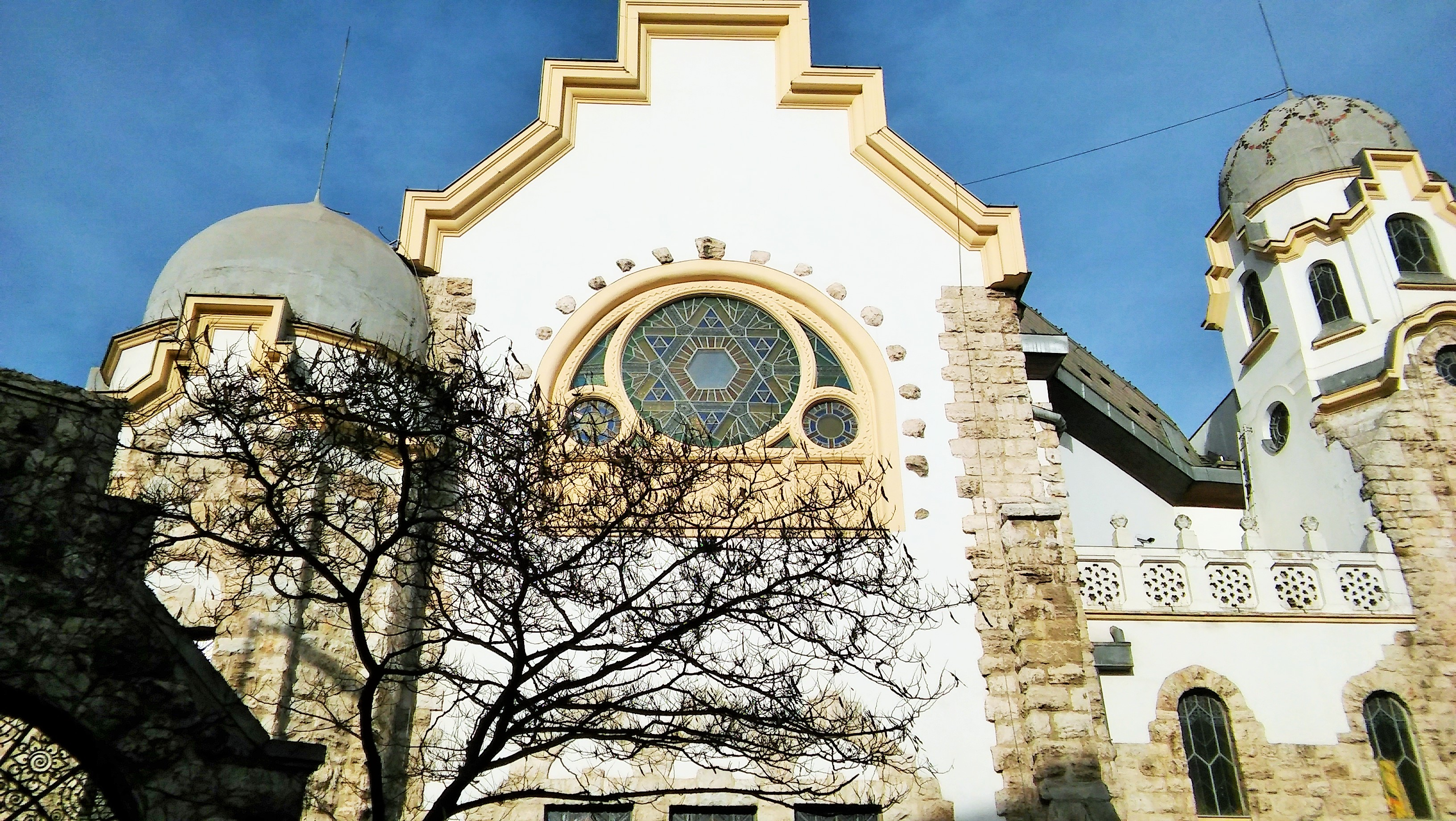
A Román utcai homlokzat
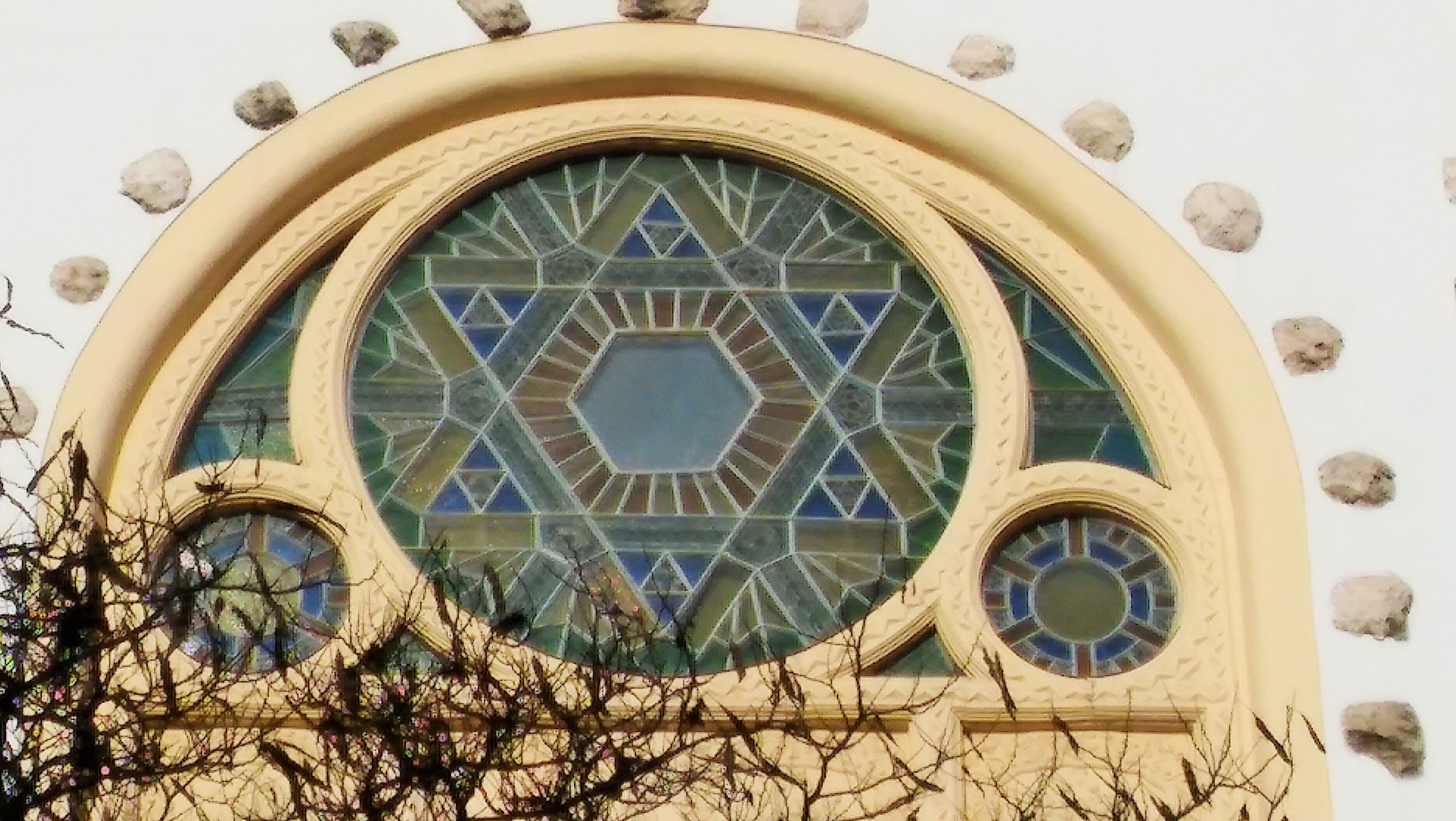
A Román utcai homlokzat üvegablaka
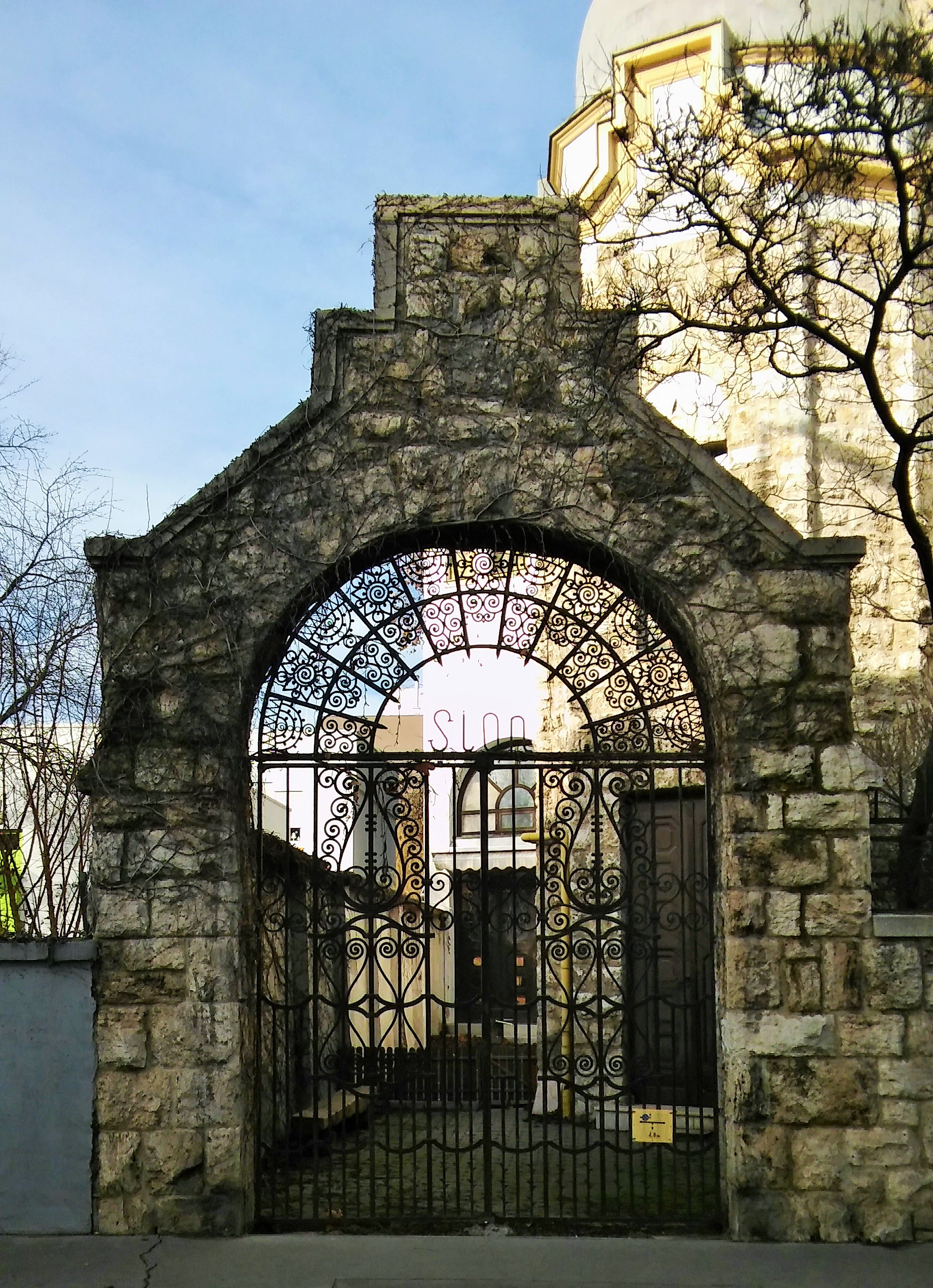
Kapu a Román utcai oldalon
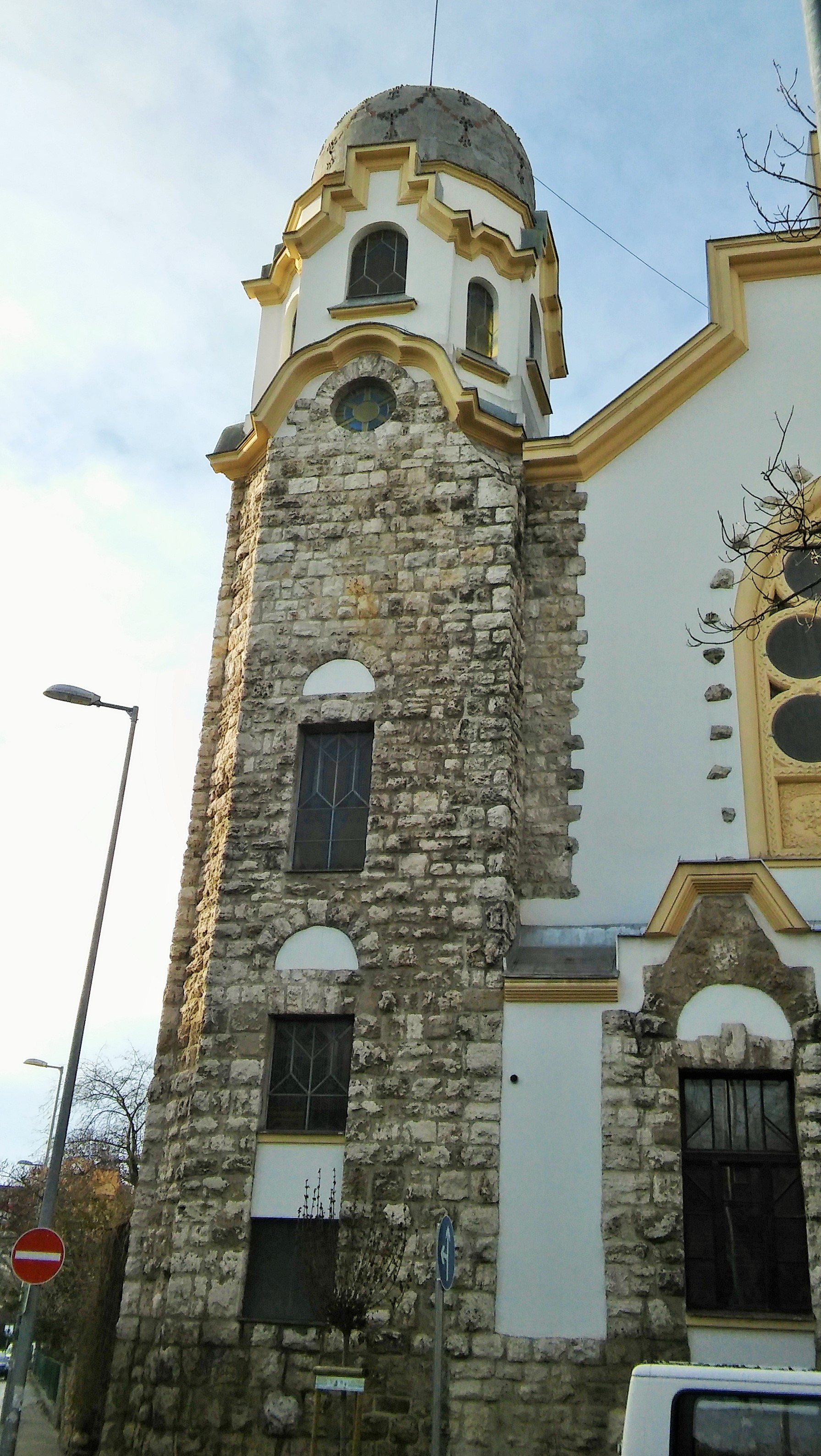
Saroktorony
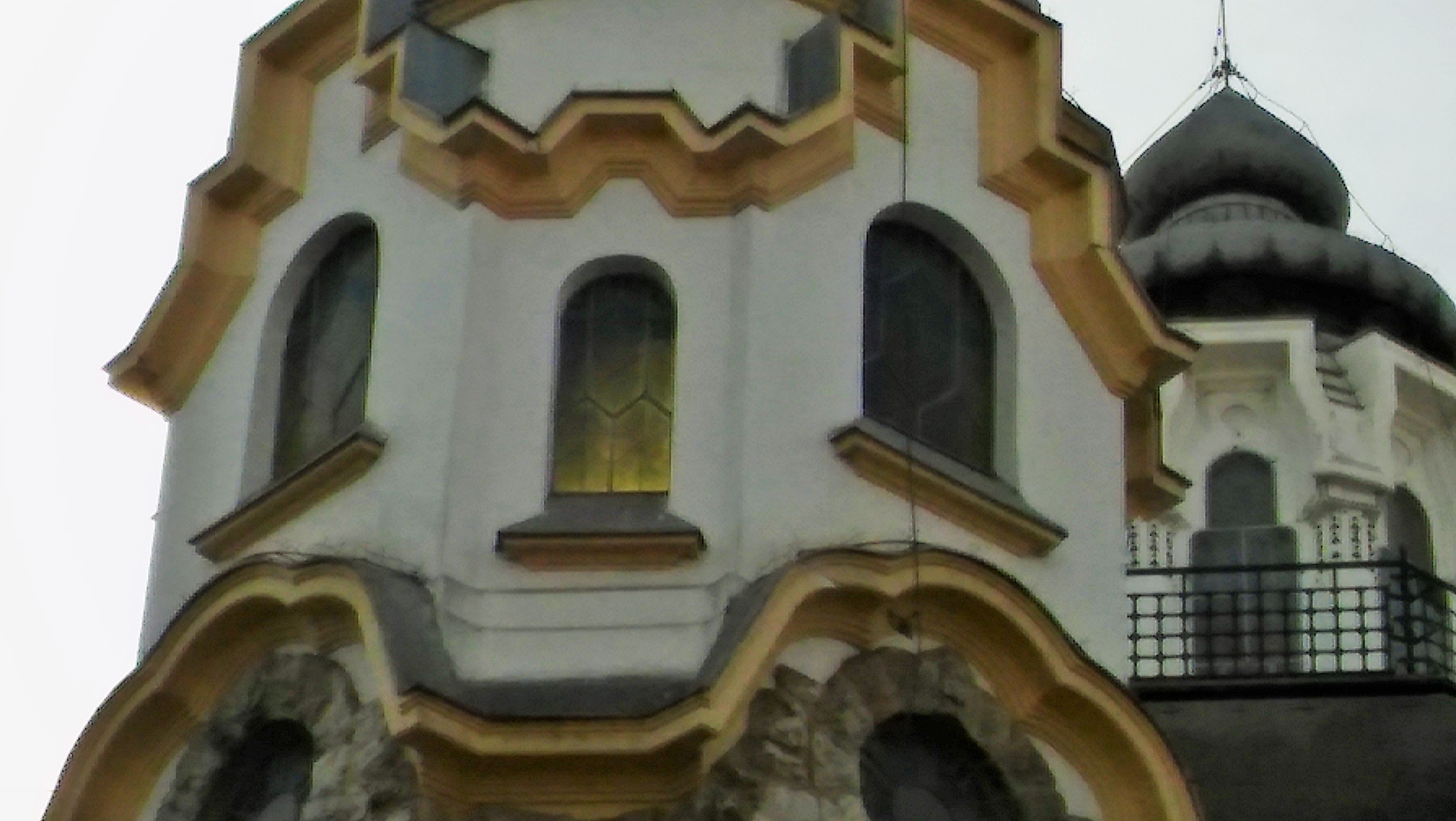
Toronyrészlet
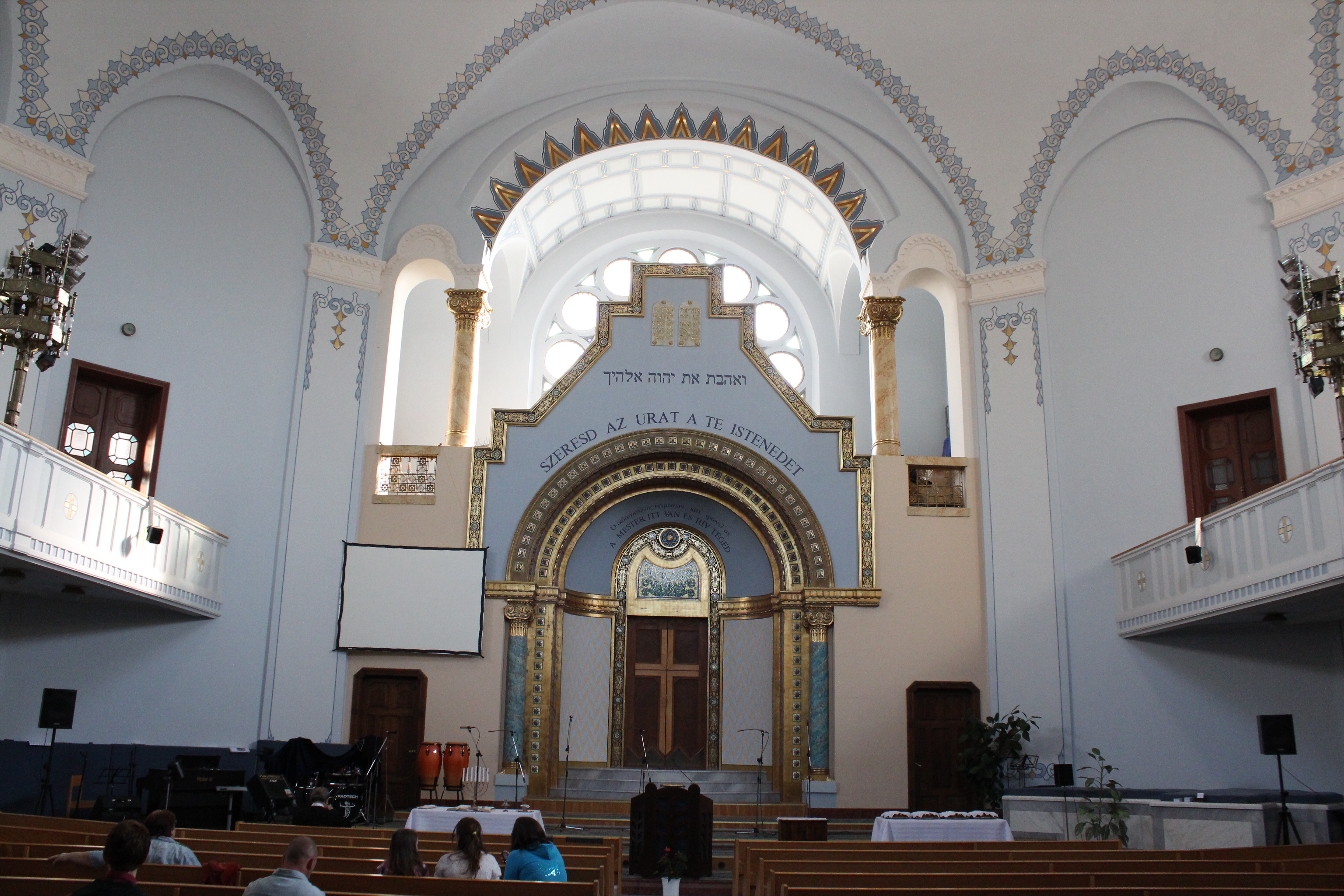
A belső tér
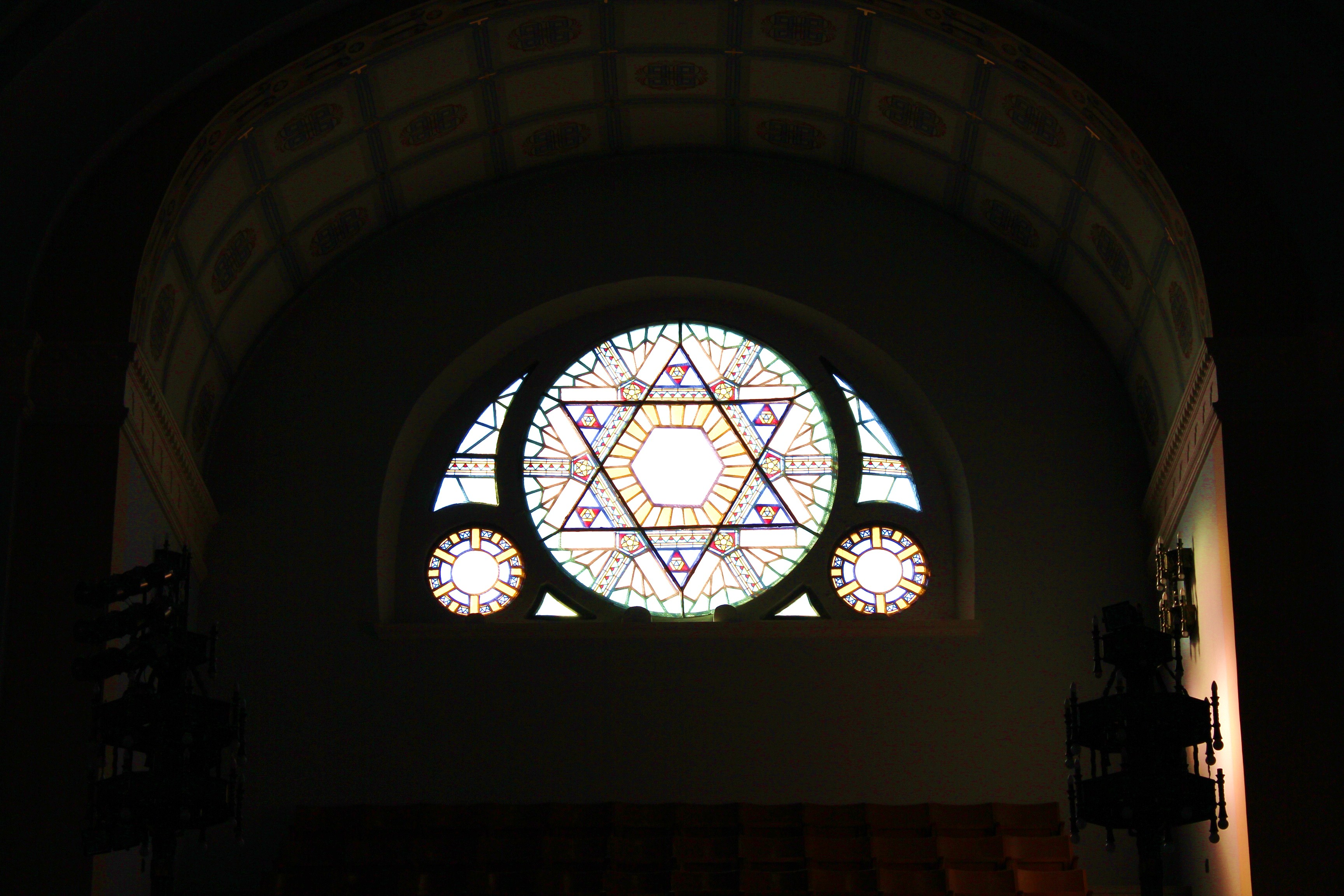
Üvegablak belülről